# جرمان (آریزونا)
جرمان (به انگلیسی: Germann) یک منطقهٔ مسکونی در ایالات متحده آمریکا است که در آریزونا واقع شده‌است. جرمان ۴۱۵ متر بالاتر از سطح دریا واقع شده‌است.